# Langstaartnachtzwaluw
De langstaartnachtzwaluw (Caprimulgus climacurus) is een vogel uit de familie van de nachtzwaluwen (Caprimulgidae) die voorkomt in Sub-Saharisch Afrika.

## Kenmerken
De vogel is 28 tot 43 cm lang (inclusief staart) en weegt 35 tot 61 g.  De vogel varieert in de kleur van de veren tussen lichtbruin, gewoon bruin en grijsachtig bruin. De vogel heeft een lange staart, die bij het vrouwtje korter is dan bij het mannetje. De middelste staartpennen zijn het langst en lopen uit op een punt. De buitenste staartpennen lopen trapsgewijs af, waardoor de staart het formaat heeft van een langgerekte ruit.

## Verspreiding en leefgebied
De soort telt 3 ondersoorten:
- C. c. climacurus: van Mauritanië tot westelijk Ethiopië (behalve centraal Soedan), zuidelijk tot Congo-Kinshasa.
- C. c. nigricans: centraal Soedan.
- C. c. sclateri: van Guinee tot Kameroen, noordelijk Congo-Kinshasa en noordwestelijk Kenia.

De vogel is weinig specifiek in de keuze van het leefgebied en kan worden aangetroffen in enerzijds halfwoestijnen, maar ook bossen en graslandgebieden en secundaire opslag van bos en struikgewas rond dorpen en buiten de broedtijd zelfs in moerasgebieden met Papyrusriet.

## Status
De langstaartnachtzwaluw heeft een groot verspreidingsgebied en daardoor is de kans op uitsterven gering. De grootte van de populatie is niet gekwantificeerd. Deze nachtzwaluw is algemeen voorkomend en plaatselijk zelfs talrijk in savannelandschappen. Er is geen aanleiding te veronderstellen dat de soort in aantal achteruit gaat. Om deze redenen staat deze nachtzwaluw als niet bedreigd op de Rode Lijst van de IUCN.